# Agar Hektoen

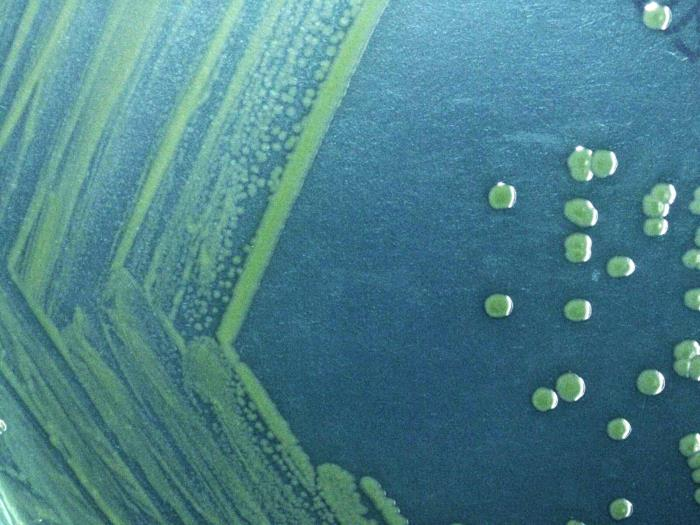
Cultură de Shigella sonnei la 48 de ore după inoculare pe mediu Hektoen

Agarul, mediul sau geloza Hektoen (HEK, HE, HEA) este un mediu de cultură diferențial fiind utilizat în principal pentru a dispersa culturi conținând specii de Salmonella și Shigella de la pacienți. HE conține indicatori ai fermentației lactozei și pentru producția de acid sulfhidric, cât și inhibitori pentru creșterea bacteriilor Gram-pozitive. Poartă numele Institutului Hektoen din Chicago, unde a fost dezvoltat.